# Saurauia vallium
Saurauia vallium är en tvåhjärtbladig växtart som beskrevs av Cyril Tenison White och Francis. Saurauia vallium ingår i släktet Saurauia och familjen Actinidiaceae. Inga underarter finns listade i Catalogue of Life.